# Huỳnh Tiểu Hương
Huỳnh Tiểu Hương người mẹ của 340 đứa trẻ cô nhi, người sáng lập Trung tâm nhân đạo Quê Hương, Bà được Chủ tịch nước Trương Tấn Sang tặng Huân chương Lao động Hạng 3 vì đã có thành tích xuất sắc trong hoạt động từ thiện từ năm 2009-2013 

## Sơ lược tiểu sử
Huỳnh Tiểu Hương đã được Nhà nước phong tặng nhiều danh hiệu. 1 trong 10 người phụ nữ rung động trái tim Việt Nam, 5 người thời chiến: 1 bà Nguyễn Thị Bình phó Chủ tịch nước - người đứng đầu, 5 người thời bình: đứng đầu bà Huỳnh Tiểu Hương - Người Phụ nữ Đương đại Lịch sử Việt Nam, có sự hiện diện của Trương Tấn Sang và Liên hiệp Phụ nữ phong tặng tại Bảo Tàng Phụ nữ Việt Nam, Người Đương Thời, Người Phụ nữ Kỷ lục đông con nhất Việt Nam, người Phụ nữ có hộ khẩu dày dài nhất việt nam, do Kỷ Lục Việt Nam phong tặng, Người Phụ nữ nuôi con ngoan dạy con tốt Toàn Quốc - Bộ Cộng An và Liên Hiệp Phụ nữ Việt Nam phong tặng, Người Phụ nữ Thắng kiện trên đất Mỹ - Tòa án Hoa Kỳ.
1968-1974: Vì chiến tranh nên sớm rời xa cha mẹ, ở với bà.
1974-1980: Vì hoàn cảnh phải sống lang thang ngoài đường phố, ăn xin, lượm ve chai, làm thuê, rửa chén để kiếm tiền giúp người cùng số phận.
1980-1987: Bán nước trà đá, thuốc lá, sống trên đường phố.
1987-1993: Đã gặp người ân nhân giúp đỡ và tạo điều kiện, việc làm. Đi theo con đường nhân đạo và kinh doanh.
1993-1999: Tham gia tích cực chương trình nhân đạo, bão lụt, người tàn tật, trẻ em mồ côi, người già neo đơn, học sinh nghèo hiếu học, dân tộc thiểu số, xây nhà tình thương, mua xe lăn cho người tàn tật, tạo điều kiện cho người bất hạnh có công ăn việc làm, nấu ăn miễn phí cho những người không nơi nương tựa.
1999-2003: Giám đốc Công ty Sản Xuất Nước Tinh Khiết Huỳnh Hương, tạo điều kiện việc làm cho người bất hạnh, tham gia hội viên Hội cứu trợ Trẻ em tàn tật Việt Nam, thành lập Trung Tâm Nhân Đạo Quê Hương. tham gia các chương trình bão lụt, xây dựng nhà tình thương, trao tặng xe lăn, nấu cơm miễn phí hằng ngày cho người khuyết tật, kém may mắn, tạo việc làm cho các em sinh viên cần có việc làm.
2003-2004: Khai trương Chi nhánh 3 tại 61/23 Đường ĐT 743, Ấp Tân Long, Xã Tân Đông Hiệp, huyện Dĩ An Bình Dương, Việt Nam. diện tích bước đầu 2100 mét với những căn nhà lá và cấp 4, nuôi dưỡng, hướng nghiệp, dạy nghề cho các em mồ côi, xây dựng phát triển cơ sở hạ tầng, tham gia tích cực các chương trình xã hội.
2005 - 2007: Xây dựng phát triển tổng số diện tích lên 4100 mét, xây dựng phát triển nhà ở, cơ sở nuôi từ 30 em đến 157 em, cùng đóng góp chương trình nhân đạo với xã hội, giúp đỡ người kém may mắn, tổ chức các chương trình sự kiện tạo nhiều điều kiện cho người khuyết tật có cơ hội gặp gỡ giao lưu, và đặc biệt tri ân các Nhà hảo tâm, cùng các Ban ngành.
2008- 2010: Mở thêm Công ty TNHHH- SX- TM - Huỳnh Tiểu Hương. Lấy hết tất cả tài sản của mình cống hiến toàn bộ vào việc xã hội, mua thêm đất, số diện tích đất lên tới 10,000 mét xây dựng cơ sở hạ tầng, nhà ở ổn định cứu giúp người tàn tật, trẻ bị bỏ rơi, tổng số trẻ hiện nay 322, và bếp nấu ăn tình thương dành cho 170 người mù, tàn tật, không nơi nương tựa, vẫn liên tục kêu gọi các tình nguyện viên xa gần cùng tham gia tổ chức các chương trình sự kiện tạo cho những người tàn tật trẻ mồ côi được hoà nhập cộng đồng xã hội.
2010 -2016: Tiểu Hương đã dành tất cả tâm huyết của mình dù bản thân bệnh tật nhưng Tiểu Hương vẫn luôn giữ vững lập trường nuôi dưỡng ước mơ, xây dựng và triển Trung tâm cũng như xây dựng Trường học cho các con, Tiểu Hương vay vốn ngân hàng mua đất xây dựng phát triển, và cùng bạn bè mua bán giới thiệu sản phẩm, kiếm thêm lợi nhuận, cùng kêu gọi cộng đồng đóng góp nay đã xây dựng hoàn chỉnh Trường học, bên cạnh mở Khu du lịch sinh thái diện tịch 5 hét ta và nuôi cá nuôi ba ba để tạo thêm nguồn kinh tế duy trì phát triển.
2016- 2020:

## Tâm nguyện
Yêu công việc nhân đạo, giúp đỡ trẻ em mồ côi, tàn tật, tàn phế, bệnh tật, nghèo đói, người già yếu không nơi nương tựa và những người hoàn cảnh khó khăn. Vận động kêu gọi các nhà hảo tâm, công ty xí nghiệp trong và ngoài nước để cùng giúp đỡ, tham gia làm giảm đi nổi bất hạnh và đau đớn trong lòng của các em tàn tật, hoàn cảnh đặc biệt. Tạo công ăn việc làm cho những hoàn cảnh khó khăn nhằm giúp những người nghèo khó có được khả năng tự lực mưu sinh trong lâu dài.